# Paul Merwart
Paweł Merwart, anche noto come Paul Merwart (Marianivka, nel Governatorato di Cherson, 25 marzo 1855 – Saint-Pierre, 8 maggio 1902), è stato un illustratore e pittore polacco naturalizzato francese, autore per lo più di ritratti e scene di genere, ispirati alla letteratura, alla Bibbia e alla musica.

## Biografia
La madre di Merwart era polacca, mentre il padre era un soldato francese impegnato nella guerra di Crimea. Merwart crebbe a Leopoli, a quel tempo città polacca, ora facente parte dell'Ucraina, e studiò materie scientifiche nella città di Graz. Si trasferì in Italia dopo una ferita riportata in duello, per ricoverarsi; durante il suo soggiorno in Italia, decise di intraprendere una carriera artistica.
Iniziò i suoi studi a Vienna, per poi spostarsi a Monaco di Baviera nel 1876, a Düsseldorf nel 1877, e poi trasferirsi infine a Parigi, dove si iscrisse all'École des beaux-arts, che frequentò dal 1877 al 1884, completando gli studi insieme a Henri Lehmann e Isidore Pils.
Espose i suoi primi lavori al Salon di Parigi, nel 1879. Durante la sua permanenza nella capitale, lavorò per Le Monde illustré, L'Illustration e L'Univers illustré. Lavorò anche come corrispondente in Russia e in Austria.
Dopo aver completato gli studi, ottenne la cittadinanza francese e si stabilì definitivamente a Parigi. Nel 1896, grazie all'influenza del fratello Émile, importante amministratore coloniale, fu nominato pittore ufficiale del Ministero della difesa. Grazie alla nuova occupazione, ebbe la possibilità di visitare molti luoghi, tra cui le Isole Canarie, Senegal, Sudan, Congo, Tunisia, Mauretania, Somalia e Guiana. Le influenze di tali viaggi si possono riscontrare nelle sue opere, ricche di temi esotici.
Nell'aprile del 1902, si unì a una commissione governativa per indagare sull'attività vulcanica sull'isola di Martinica. Morì il mese successivo, insieme alle quasi 30 000 persone rimaste uccise durante l'improvvisa eruzione del vulcano La Pelée, che distrusse la città di Saint-Pierre. All'interno della foresta di Fontainebleau, dove Merwart era solito dipingere, venne collocata una lapide commemorativa.